# 安全地帯 Hits
『安全地帯 Hits』（あんぜんちたいひっつ）は日本のロックバンド、安全地帯がリリースしたセルフカバー・アルバム。
2010年6月30日にユニバーサルミュージックより発売された。

## 解説
1983年から1987年までにリリースされたシングルから選曲され、全て新たなアレンジを施して、新録音で収録。
収録曲のうち、2010バージョンの「ワインレッドの心」は27thシングル「蒼いバラ」に、「恋の予感」は28thシングル「オレンジ」にも収録。
初回限定盤と、通常盤の2形態で発売。
初回限定盤には「ワインレッドの心」と「恋の予感」2曲の新たに撮り直されたビデオクリップを収録したDVDが付属。

## 制作背景
本作はプロデューサーが玉置浩二に対し、「もう一度今の声で、昔の曲を歌ってみないか？」と言われたのが切っ掛けとなり、当初は、アレンジを変えずにボーカルのみの新録音を行う予定だったが、他のメンバーも改めてやりたいと希望したため、ボーカルとトラックの新録音を行ったと言う。当初は「ワインレッドの心」と「恋の予感」のみだったが、やっていく内に「面白い」と感じたため、ヒットした他の恋の歌も全て録り直したいと思い、製作された。
また、本作は11thアルバム『安全地帯XI ☆Starts☆「またね…。」』と同時進行で制作されており、「『安全地帯 Hits』だけで制作してたら、煮詰まっていたと思う。新しい曲を作りながら、昔の曲の新録音をしていたのが良い潤滑油の役割を果たしていて、実際に歌ってみたら「今まさに歌うべき曲だ」って思うぐらい、今の声と合うようになっていて、当時24,5歳のときに歌っていた曲たちであったが、当時の自分には大人びていて背伸びしていたような感じだった。でも50歳になって歌ってみてピッタリと合ってるのがよく分かった。それはメンバーも同じ思いを感じていて、やってて凄く気持ち良くやれた。アレンジは変えてないけれど、ニューアルバムって言う感覚だった。」「レコーディングの際は基本的にはアレンジやキーを変えないで新しい音を入れてやった分新鮮で初めて歌うような感覚でレコーディング出来た。」と玉置は本作のインタビューにて語っている。

## 収録曲
- 作詞：松井五郎(特記以外)
- 全作曲：玉置浩二

1. じれったい (2010ヴァージョン)
15thシングル
2. 熱視線 (2010ヴァージョン)
8thシングル
3. 好きさ (2010ヴァージョン)
14thシングル
4. プルシアンブルーの肖像 (2010ヴァージョン)
11thシングル
5. Friend (2010ヴァージョン)
13thシングル
6. 碧い瞳のエリス (2010ヴァージョン)
10thシングル
7. 恋の予感 (2010ヴァージョン)
作詞：井上陽水
7thシングル
8. ワインレッドの心 (2010ヴァージョン)
作詞：井上陽水
4thシングル
9. 真夜中すぎの恋 (2010ヴァージョン)
作詞：井上陽水
5thシングル
10. 月に濡れたふたり (2010ヴァージョン)
17thシングル
11. 悲しみにさよなら (2010ヴァージョン)
9thシングル

### DVD
※初回限定盤のみ
1. ワインレッドの心(2010ヴァージョン)
2. 恋の予感(2010ヴァージョン)
3. 恋の予感(2010ヴァージョン)(KOJI TAMAKI スペシャル・ヴァージョン)
4. 特典映像